# 圣路易主教座堂 (布卢瓦)

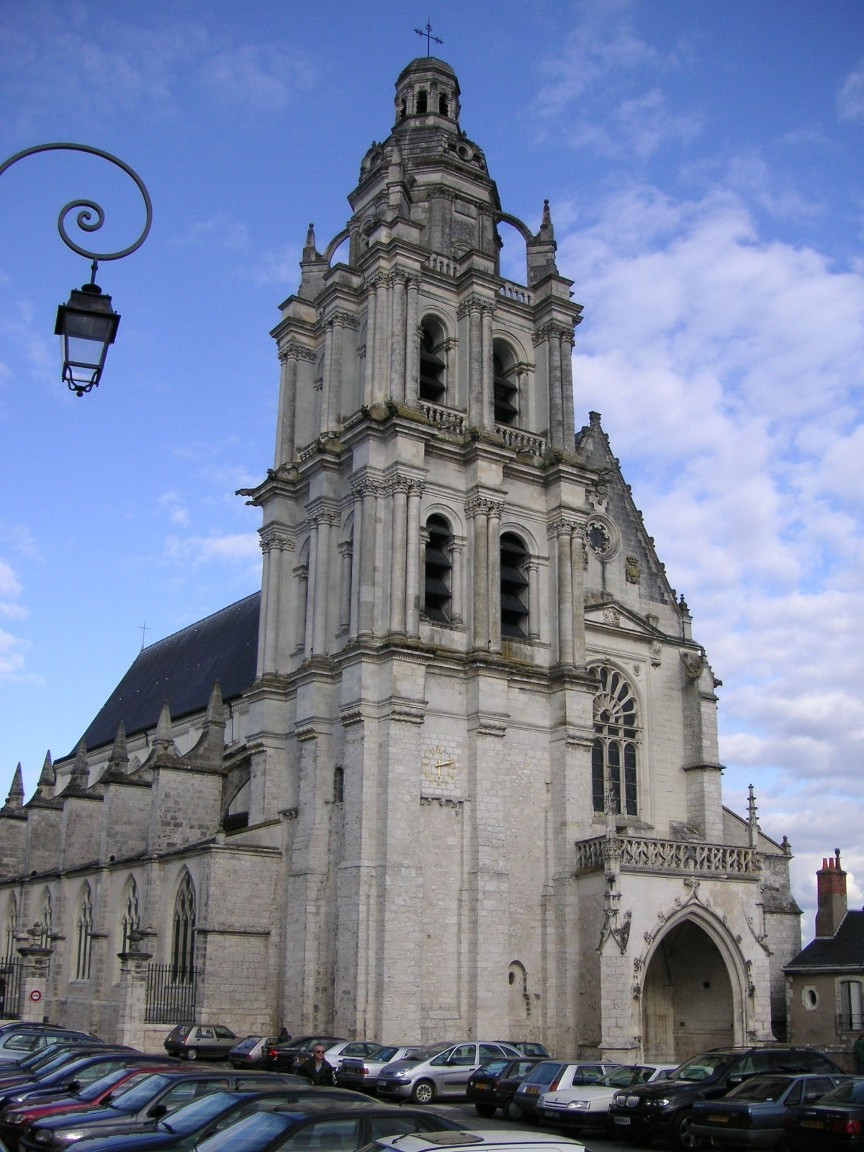
布卢瓦圣路易主教座堂

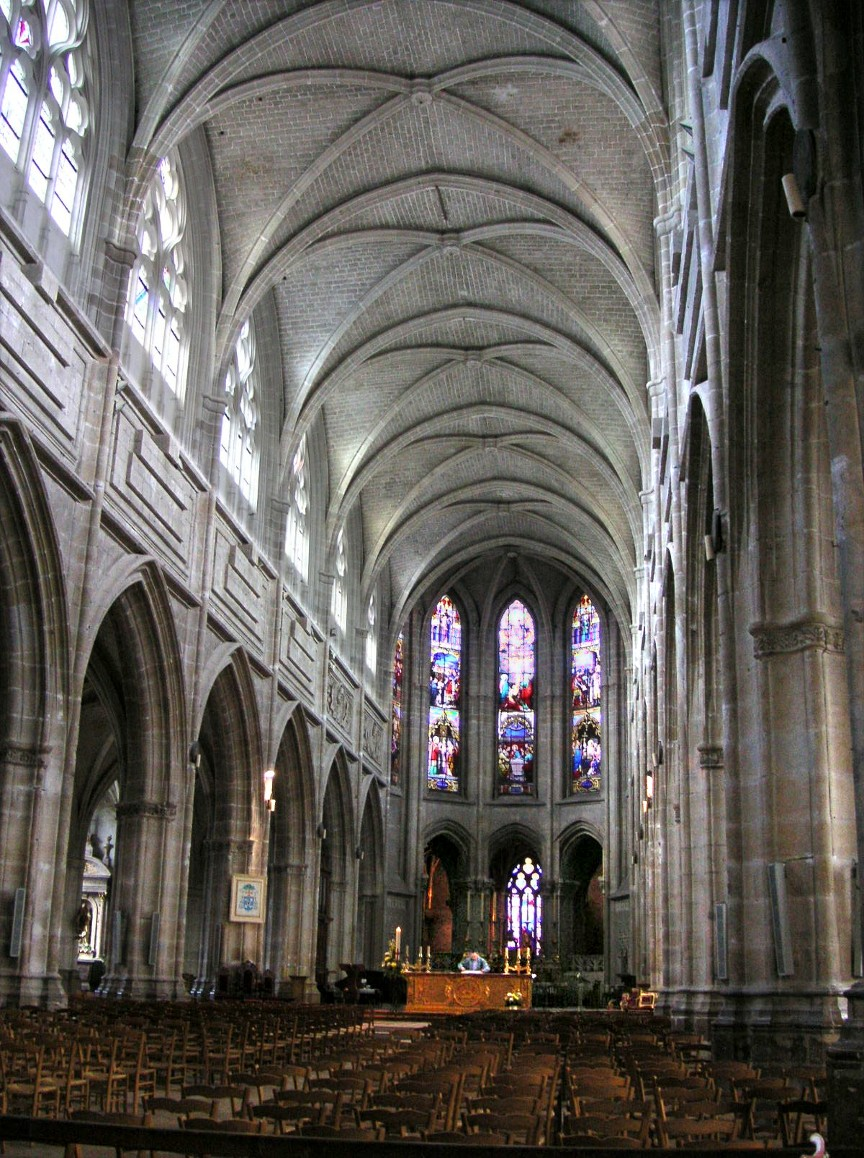
内部

布卢瓦圣路易主教座堂（Cathédrale Saint-Louis de Blois）位于法国布卢瓦，是天主教布卢瓦教区的主教座堂，该教区成立于1697年。该堂也是一处法国历史古迹。
该堂原名圣Solenne堂，其原有的建筑可追溯到12世纪。立面和钟楼建于1544年。通廊在1678年被飓风摧毁，1680年到1700年由建筑师Arnoult-Séraphin Poictevin重建为哥特式风格。1860年建筑师Jules Potier de la Morandière增建了圣母小堂。
1697年，该堂升为主教座堂，路易十四于1704年捐建了风琴阁楼。此后该堂即改为敬礼圣路易。